# His Temporary Wife
His Temporary Wife er en amerikansk stumfilm fra 1920 af Joseph Levering.

## Medvirkende
- Rubye De Remer som Annabelle Rose
- Edmund Breese som Judge Laton
- Eugene Strong som Arthur Eliot
- Mary Boland som Verna Devore
- William T. Carleton som Howard Eliot
- Armand Cortes som Leonard Devore